# Máser astrofísico
Un máser astrofísico es una fuente natural de emisión estimulada de líneas espectrales, típicamente en la banda de microondas del espectro electromagnético. La emisión de aquellos máseres puede surgir en nubes moleculares, cometas, atmósferas planetarias, atmósferas estelares o a partir de diferentes condiciones presentes en el medio interestelar.

## Antecedentes

### Energía de transición distinta
Como un láser, la emisión de un máser es estimulada (o sembrada) y monocromática, teniendo la frecuencia correspondiente a la diferencia de energía entre dos niveles de energía de la mecánica cuántica de las especies en el medio de ganancia (amplificación) que han sido bombeadas en una distribución a una población no térmica. Sin embargo, los máseres de origen natural carecen de la cavidad resonante diseñada para los máseres de laboratorio terrestres. La emisión de un máser astrofísico se debe a un solo paso a través del medio de ganancia y, por lo tanto, generalmente carece de coherencia espacial y pureza de modo esperada de un maser de laboratorio.

### Nomenclatura
Debido a las diferencias entre máseres artificiales y naturales, a menudo se afirma que los máseres astrofísicos no son máseres "verdaderos" porque carecen de cavidades de oscilación. Esta incongruencia fundamental en el lenguaje ha resultado en el uso de otras definiciones paradójicas en el campo. Por ejemplo, si el medio de ganancia de un láser (desalineado) es una radiación de emisión sembrada pero no oscilante, se dice que emite una emisión espontánea amplificada o ASE (Amplified spontaneous emission). La emisión de máseres astrofísicos es, de hecho, ASE, pero con frecuencia son denominados "emisiones superradiantes" para distinguirlos de los máseres de laboratorio. Sin embargo, esto simplemente se suma a la confusión, ya que ambas fuentes son superradiantes.

## Descubrimiento

### Antecedentes históricos
En 1965 un descubrimiento inesperado fue hecho por Weaver et al.: líneas de emisión en el espacio, de origen desconocido, a una frecuencia de 1665 MHz. En ese momento, muchos investigadores todavía pensaban que las moléculas no podían existir en el espacio, a pesar de que habían sido descubiertas por Andrew McKellar en la década de 1940, por lo que la emisión se atribuyó al principio a una forma desconocida de materia interestelar llamada Mysterium; pero la emisión pronto se identificó como emisión lineal de moléculas de hidróxido en fuentes compactas dentro de nubes moleculares. Siguieron más descubrimientos, con emisión de agua en 1969, emisión de metanol en 1970, y emisión de monóxido de silicio en 1974, todos emanando desde dentro de nubes moleculares. Estos se denominaron máseres, ya que por sus estrechos anchos de línea y altas temperaturas efectivas se hizo evidente que estas fuentes estaban amplificando la radiación de microondas.
Luego se descubrieron máseres alrededor de estrellas de tipo tardío altamente evolucionadas (llamadas estrellas OH/IR). Primero fue la emisión de hidróxido en 1968, luego la emisión de agua en 1969 y la emisión de monóxido de silicio en 1974. También se descubrieron máseres en galaxias externas en 1973, y en el Sistema Solar en halos de cometas.
Otro descubrimiento inesperado se hizo en 1982 con el descubrimiento de la emisión de una fuente extragaláctica con una luminosidad inigualable alrededor de 106 veces más grande que cualquier fuente anterior. Esto se denominó megamáser debido a su gran luminosidad; desde entonces se han descubierto muchos más megamáseres.
En 1995 se descubrió un disco máser débil que emanaba de la estrella MWC 349A, utilizando el Observatorio Aerotransportado Kuiper de la NASA. [7]
En 1969, Palmer et al. observó evidencia de una población sub-térmica anti-bombeo (dasar) en la transición de 4830 MHz de formaldehído (H2CO).

### Detección
Las conexiones de la actividad máser con la emisión del infrarrojo lejano o FIR (Far infrared) se han utilizado para realizar búsquedas del cielo con telescopios ópticos (porque los telescopios ópticos son más fáciles de usar para búsquedas de este tipo), y luego se verifican los objetos probables en el espectro de radio. Particularmente objetivo son las nubes moleculares, las estrellas OH-IR y las galaxias activas FIR.